# Diadrom Holding
Diadrom Holding AB är ett svenskt produkt- och specialistkonsultbolag inom Diagnostik av Autotech och är noterat på Nasdaq First North (ticker DIAH). Bolaget har sitt säte i Göteborg och är sedan 2007 listat på Nasdaq First North.